# PGC 58100
LEDA/PGC 58100 (auch NGC 6150B) ist eine spiralförmige Radiogalaxie vom Hubble-Typ Sab im Sternbild Herkules am Nordsternhimmel. Sie ist schätzungsweise 433 Millionen Lichtjahre von der Milchstraße entfernt und hat einen Durchmesser von etwa 65.000 Lichtjahren. Gemeinsam mit NGC 6150 bildet sie das Galaxienpaar Holm 748.

Im selben Himmelsareal befinden sich u. a. die Galaxien NGC 6145, NGC 6146, NGC 6147, NGC 6160.